# 삽화연대기

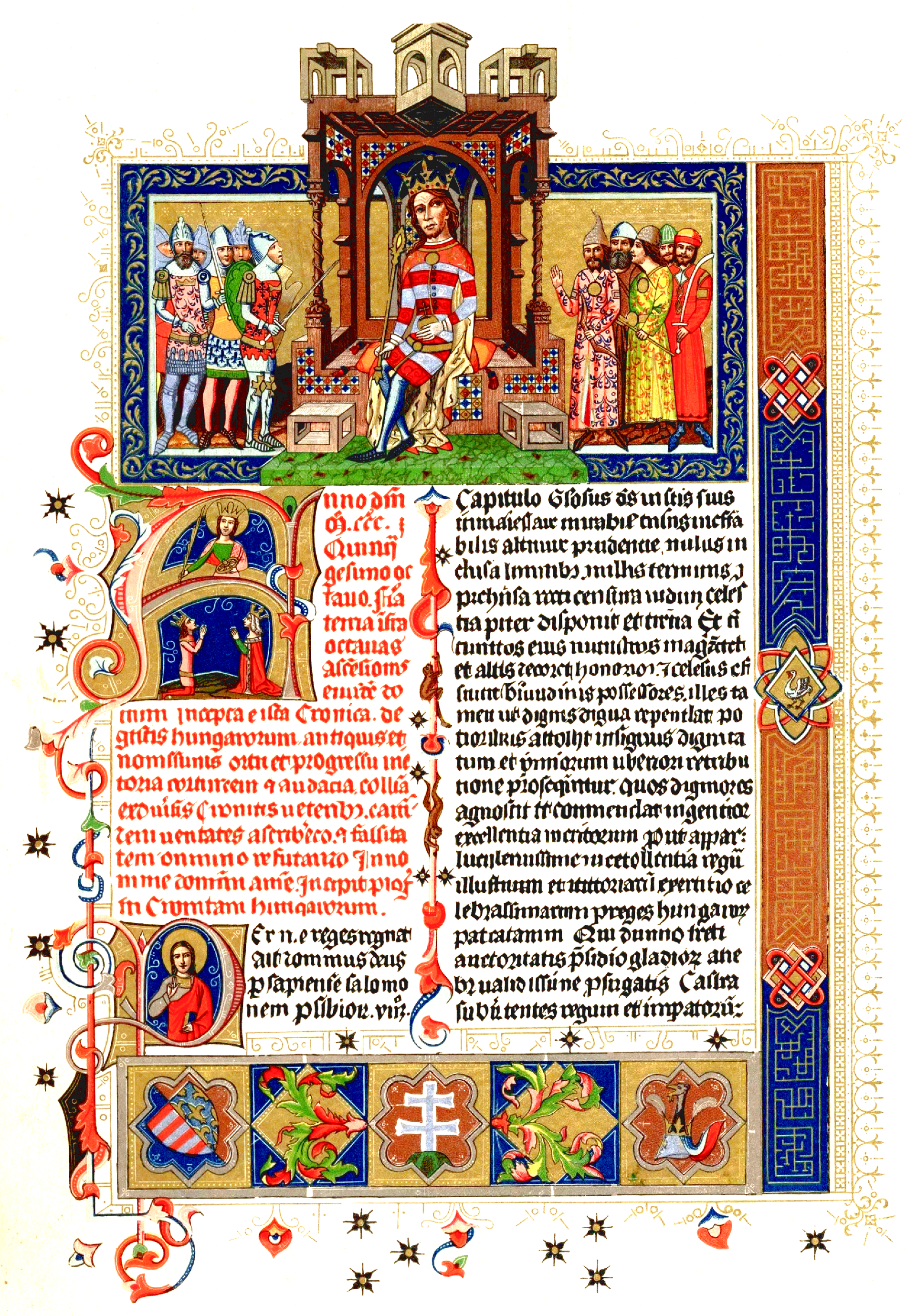
연대기 첫 페이지.

《삽화연대기》(라틴어: Chronicon Pictum 크로니콘 픽툼[*], 헝가리어: Képes Krónika)는 14세기 하반기에 중세 헝가리 왕국에서 제작된 연대기다. 정확한 제목은 《헝가리인의 사적에 관하여 카이트 사람 마르키가 쓴 삽화연대기》(라틴어: Chronicon pictum, Marci de Kalt, Chronica de gestis Hungarorum)다. 매 쪽이 형형색색의 삽화로 가득하며, 러요시 1세 치세의 궁정예술이 당대 유럽의 국제적 스타일을 따랐음을 가늠할 수 있게 한다.
이 연대기는 헝가리 초기 역사에 대한 사료일 뿐 아니라 총 147장의 풍부한 삽화를 통해 14세기의 복식사와 문화사에 대한 자료가 된다. 이 삽화들 중 다수는 금칠을 했으며, 같은 시대 서유럽의 것들과 비교해도 예술적 가치가 뛰어나다.

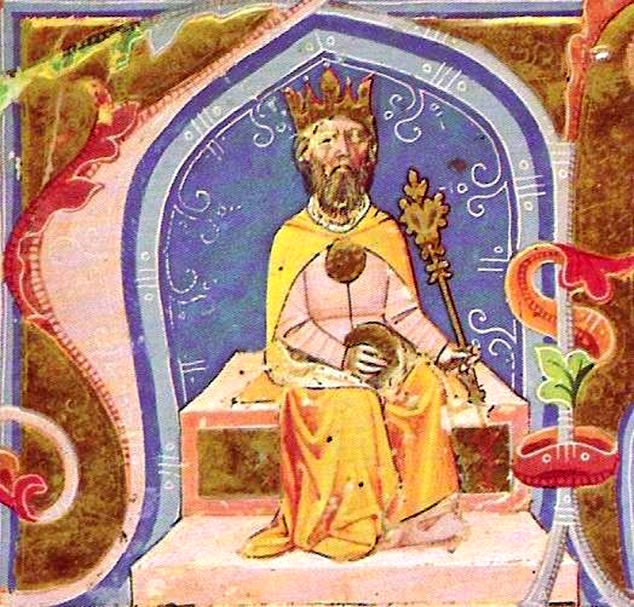
헝가리인(= 훈인)의 초대 왕으로 비정된 아틸라.
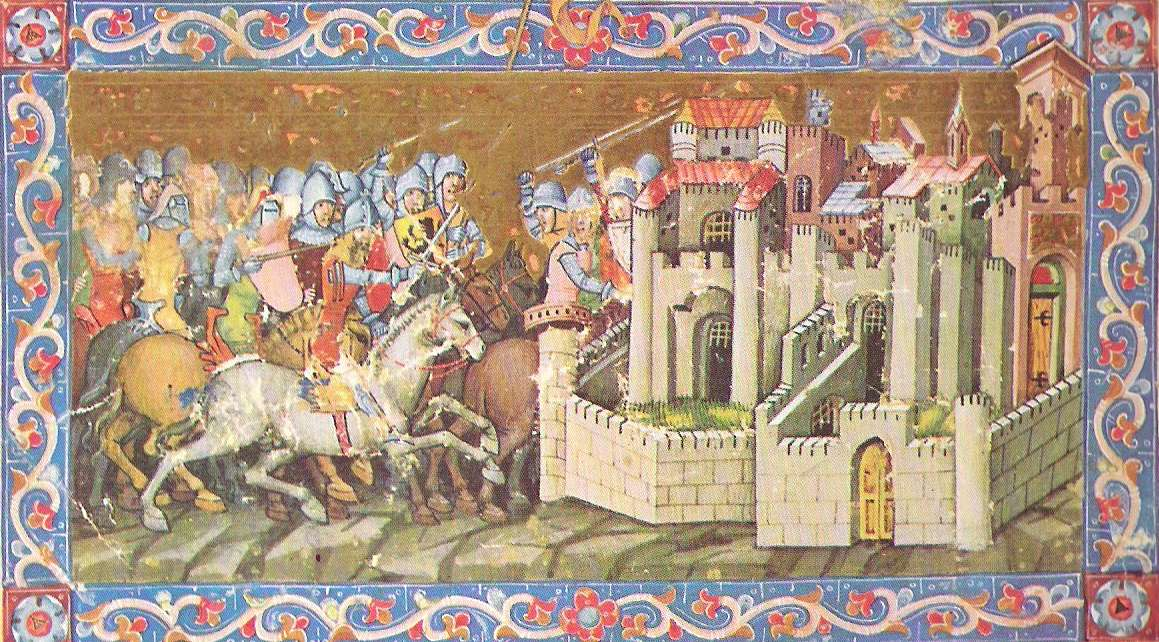
아퀼레이아를 공성하는 훈인 군대.
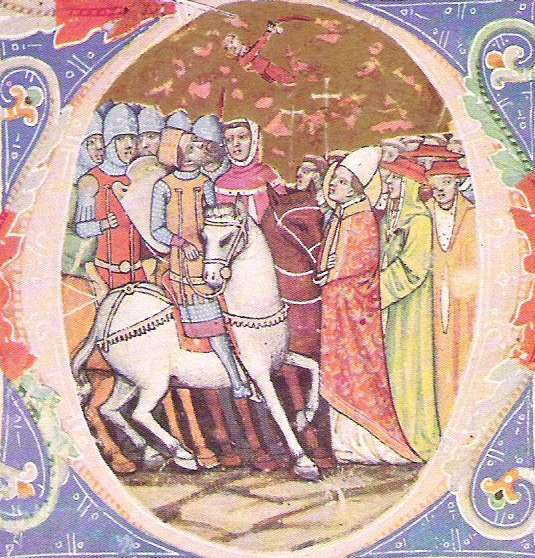
교황 레오 1세를 만나는 아틸라.
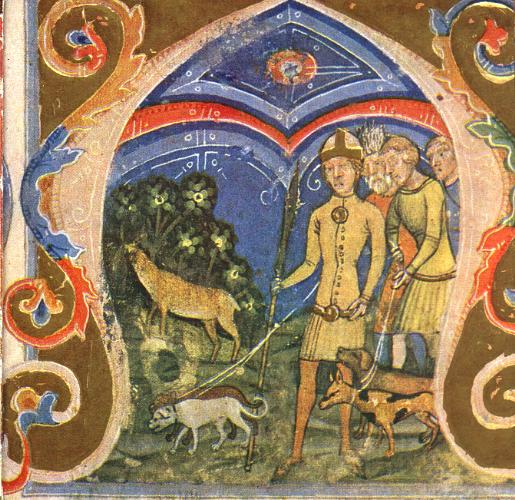
흰 사슴 대사냥
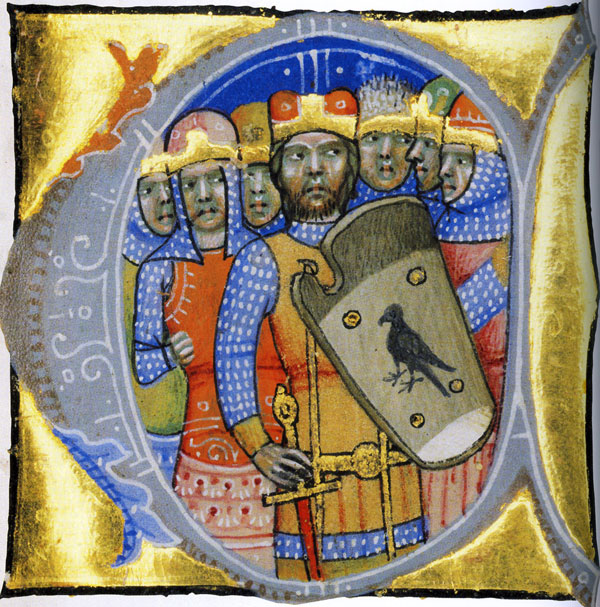
머저르 7군장
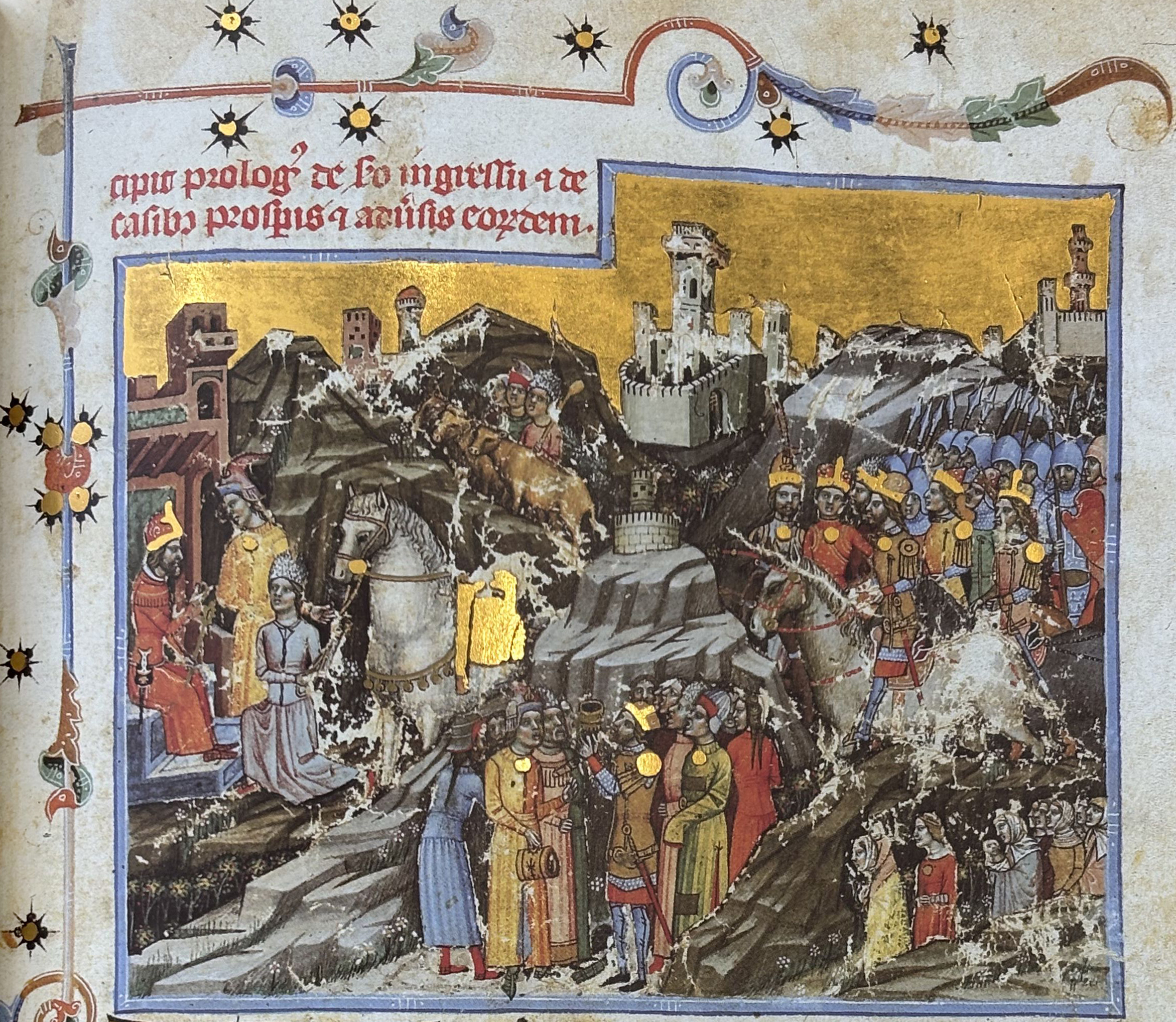
머저르인의 카르파티아 정복
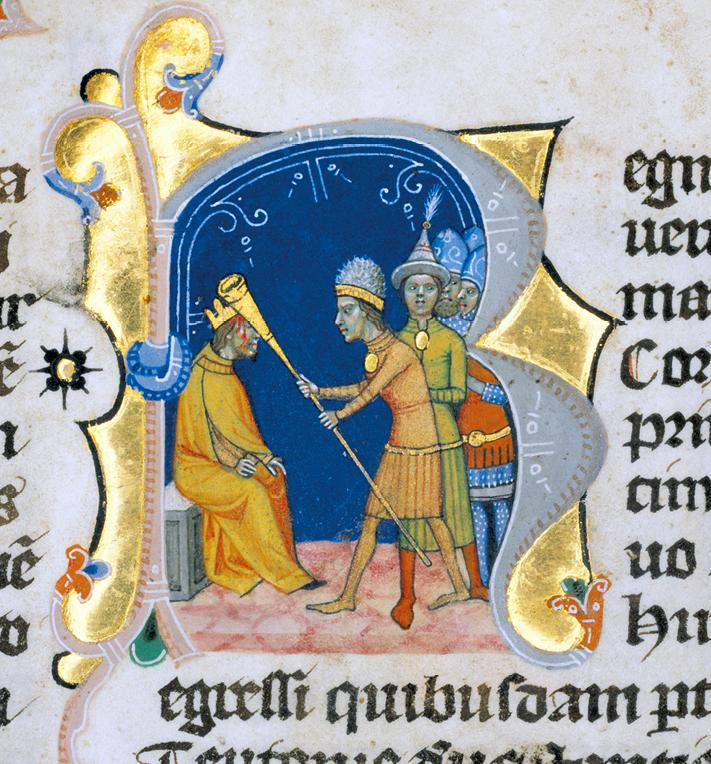
렐과 그의 뿔나팔.
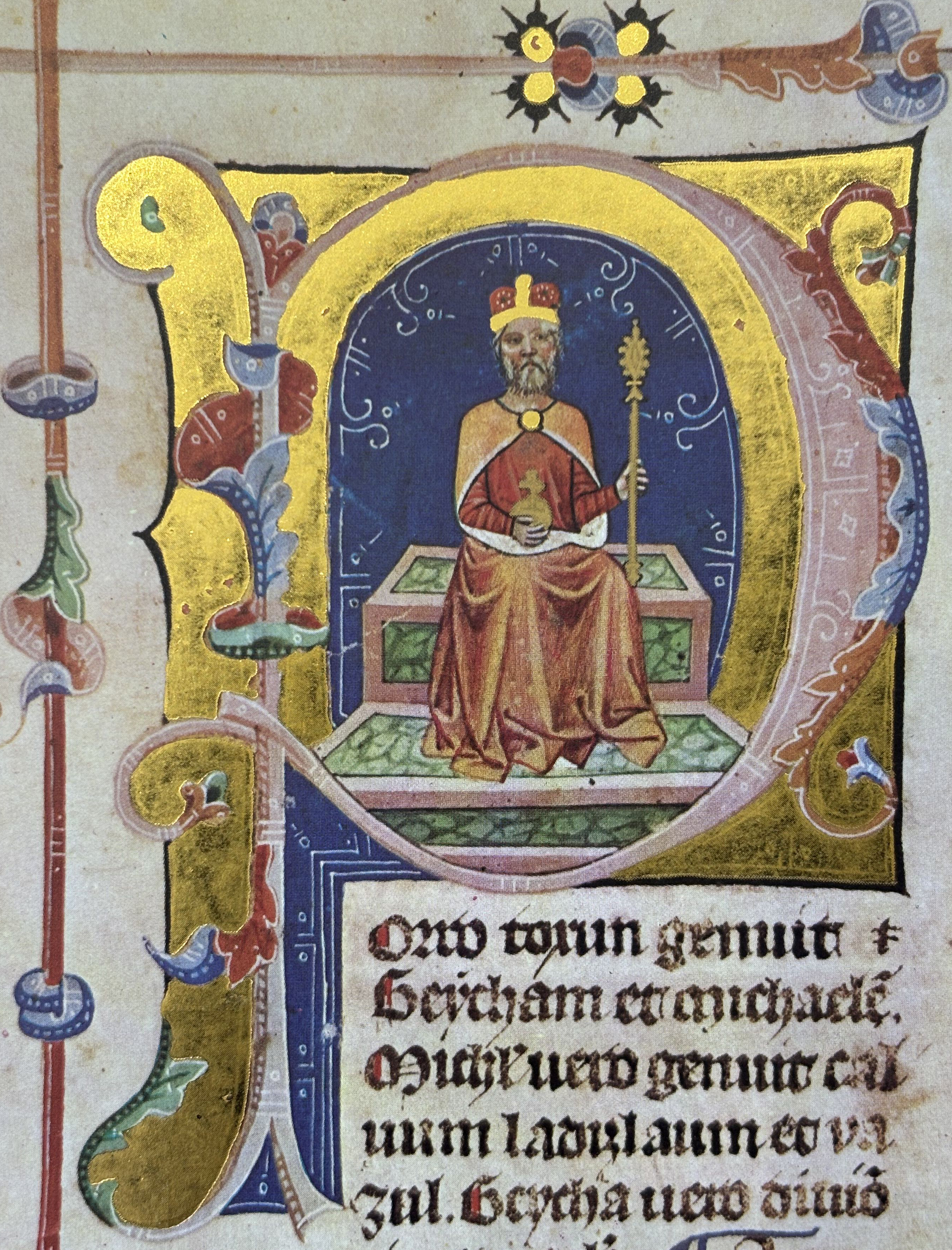
게저 대공
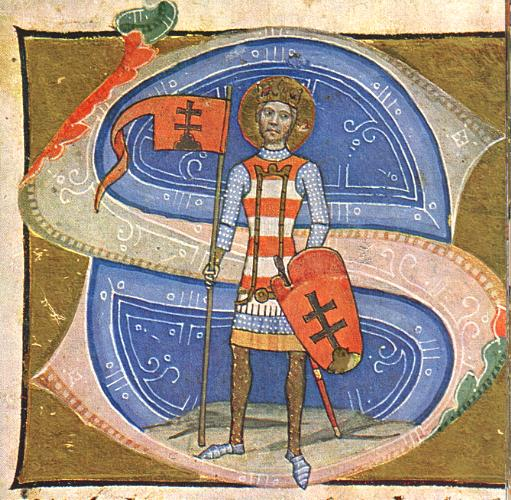
이슈트반 1세 성왕.
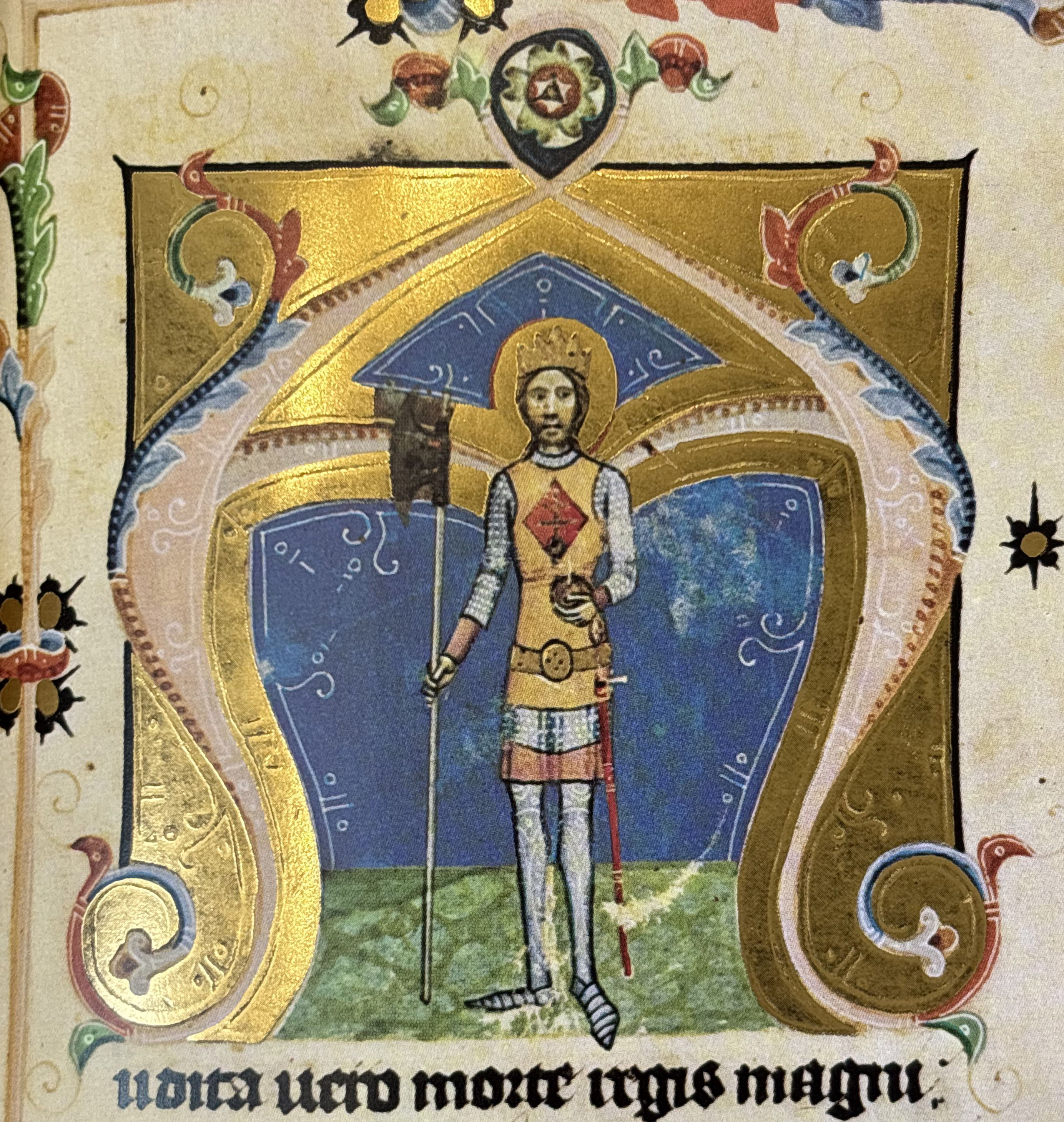
라슬로 1세 왕.
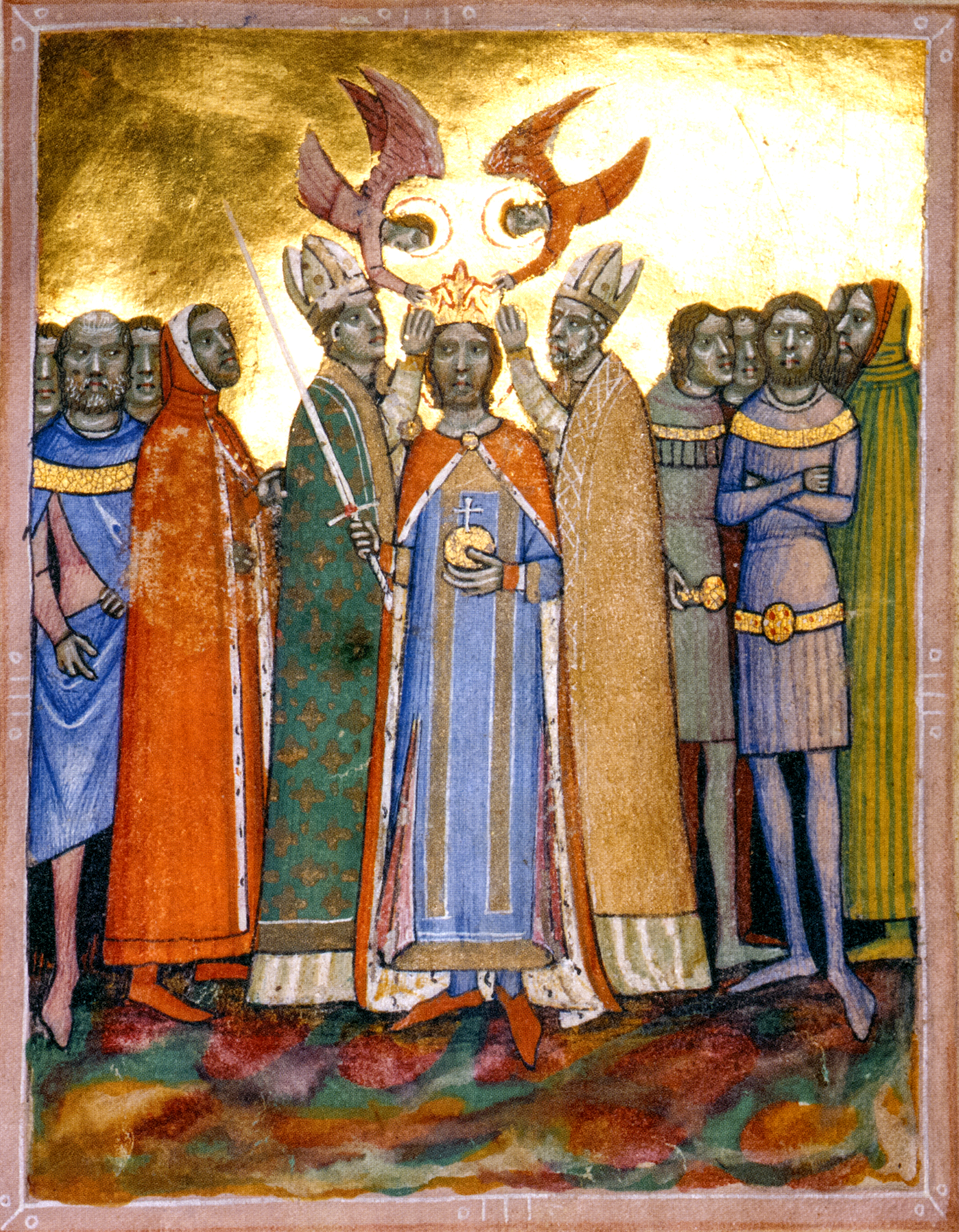
라슬로 1세의 대관식.
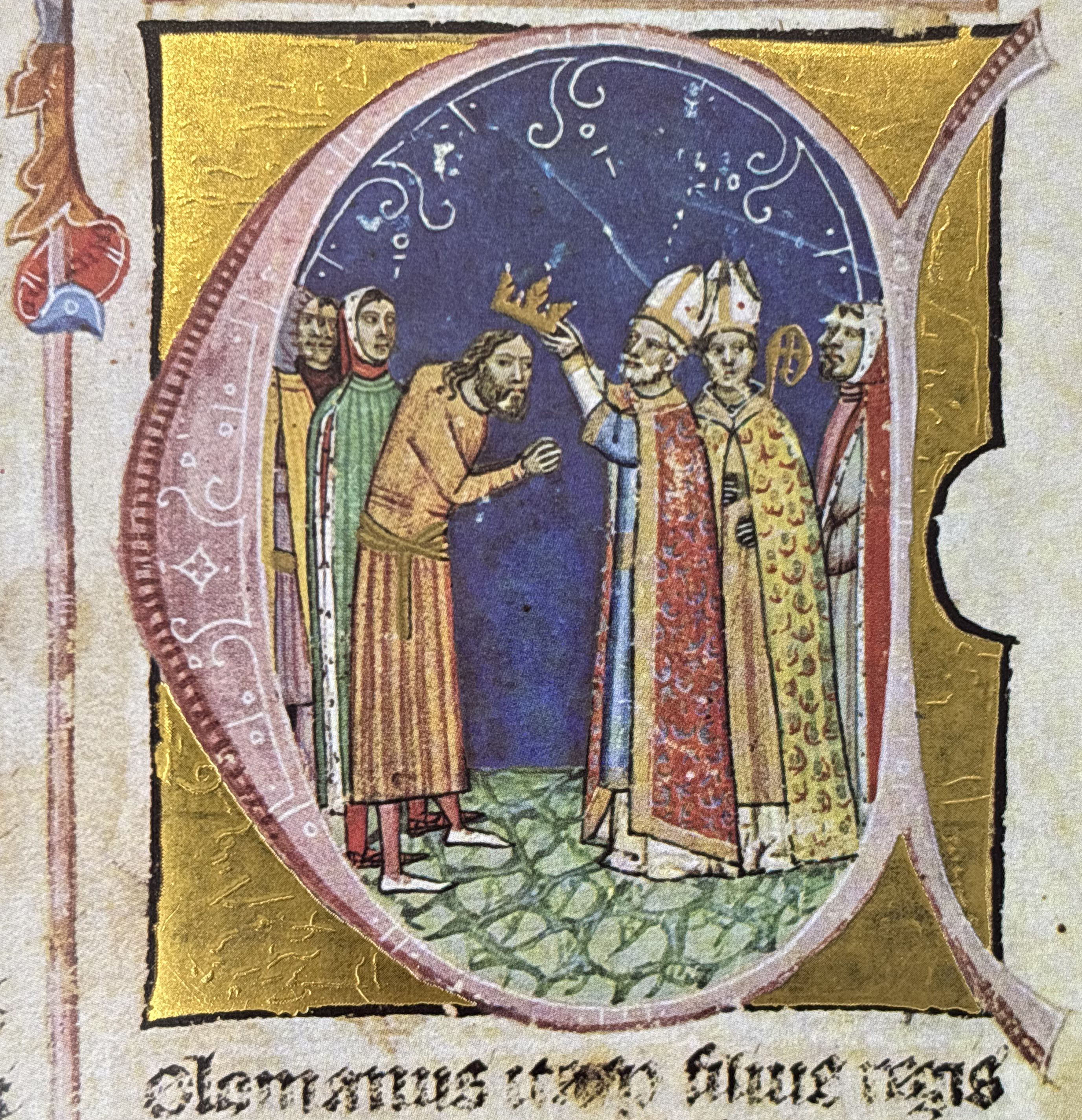
칼만 왕.
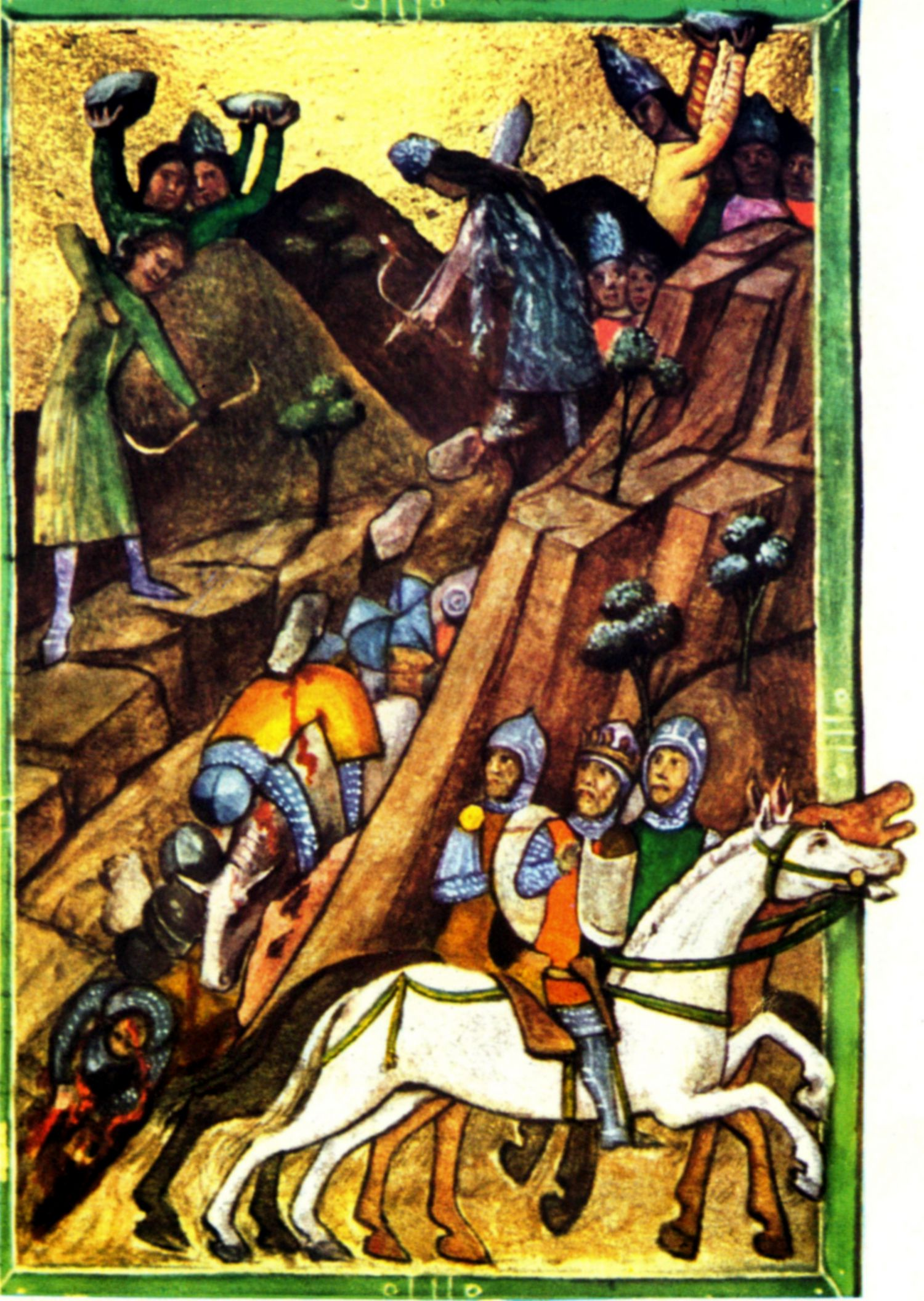
포사다 전투
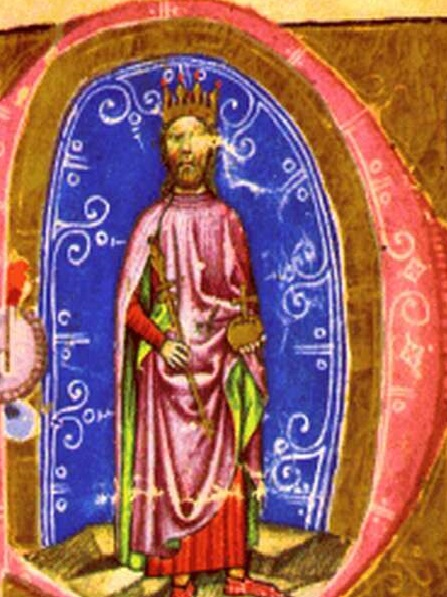
벨러 4세 왕.

## 같이 보기
- 마자르 7군장
- 투룰
- 아르파드 왕조
- 헝가리 대공국